# Speckstein

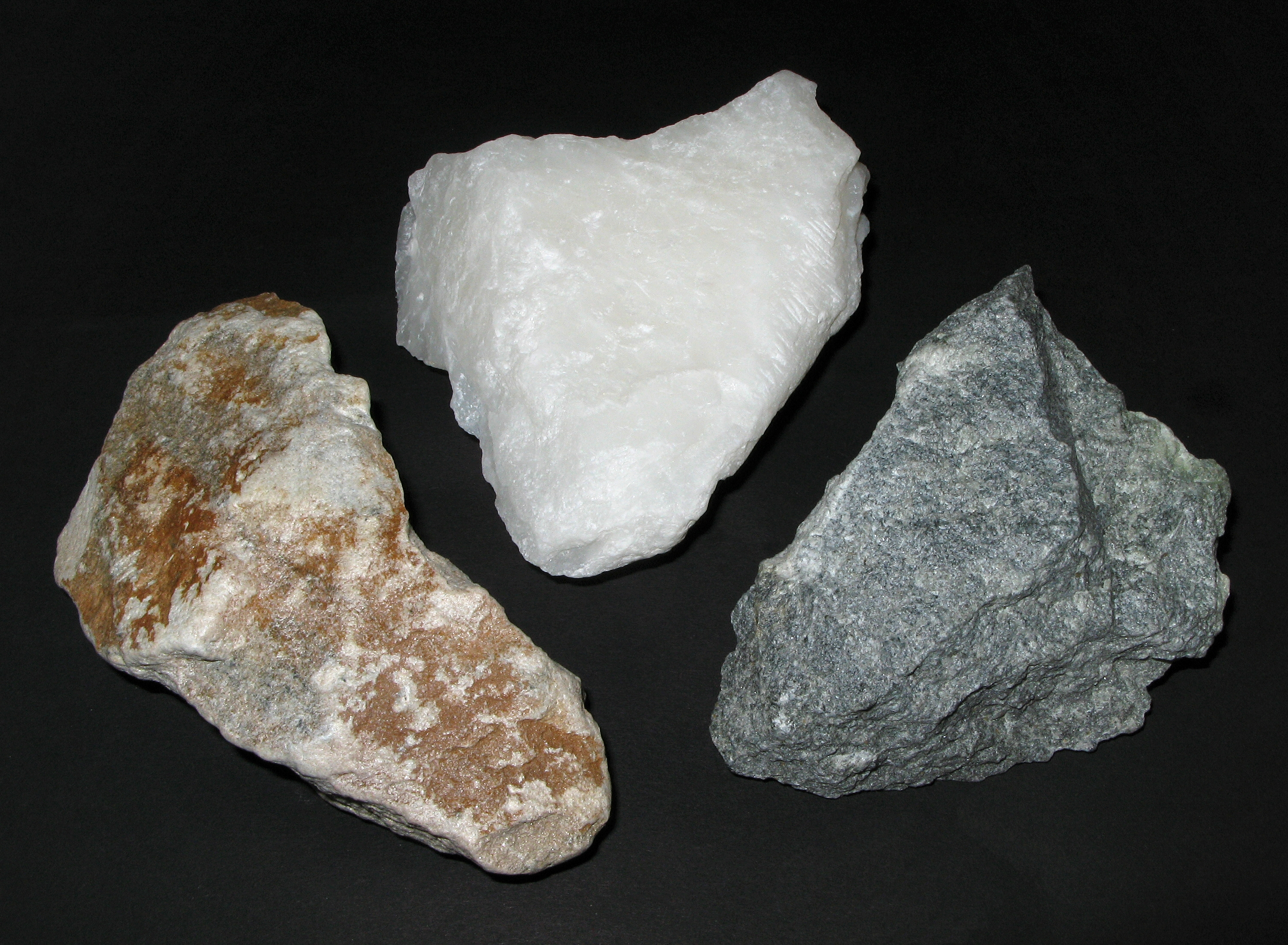
Speckstein, Rohsteine in verschiedenen Farben

Speckstein (Steatit, Lavezstein, Talcusstein, Seifenstein, italienisch pietra ollare; französisch pierre ollaire; englisch soapstone) ist ein natürlich vorkommender, massig oder schiefrig auftretender chemischer Stoff, der je nach Zusammensetzung als Mineral oder als Gestein gilt. Sein Hauptbestandteil ist Talk; er macht den Speckstein in reiner Form zu einem Mineral. In vielen Lagerstätten treten begleitende Minerale hinzu und haben so eine farbgebende und strukturprägende Wirkung. In diesem Fall spricht man von einem Gestein. Häufig auftretende Sekundärbestandteile sind Magnesit, Serpentine und verschiedene Chlorite. Es gibt Übergangsformen zu Talkschiefer, Talkfels, Grünschiefer und Chloritschiefer.
Speckstein ist wasserabweisend und fühlt sich seifig oder fettig an wie Speck, woher seine Bezeichnung kommt. Aufgrund seiner geringen Härte (Mohshärte = 1) und damit leichten Bearbeitbarkeit war er bereits im Alten Orient, Ägypten, China und Skandinavien ein beliebter Natur- und Werkstein, der überwiegend zu Siegeln, Skulpturen und verschiedenen Haushaltsgegenständen wie Behältern und Kochgeschirr verarbeitet wurde.

## Eigenschaften

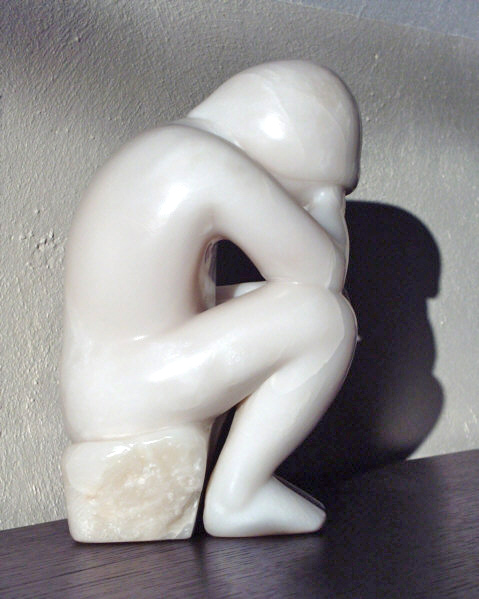
Rein weiße Specksteinskulptur (Der Denkende von Ruth Kopp)

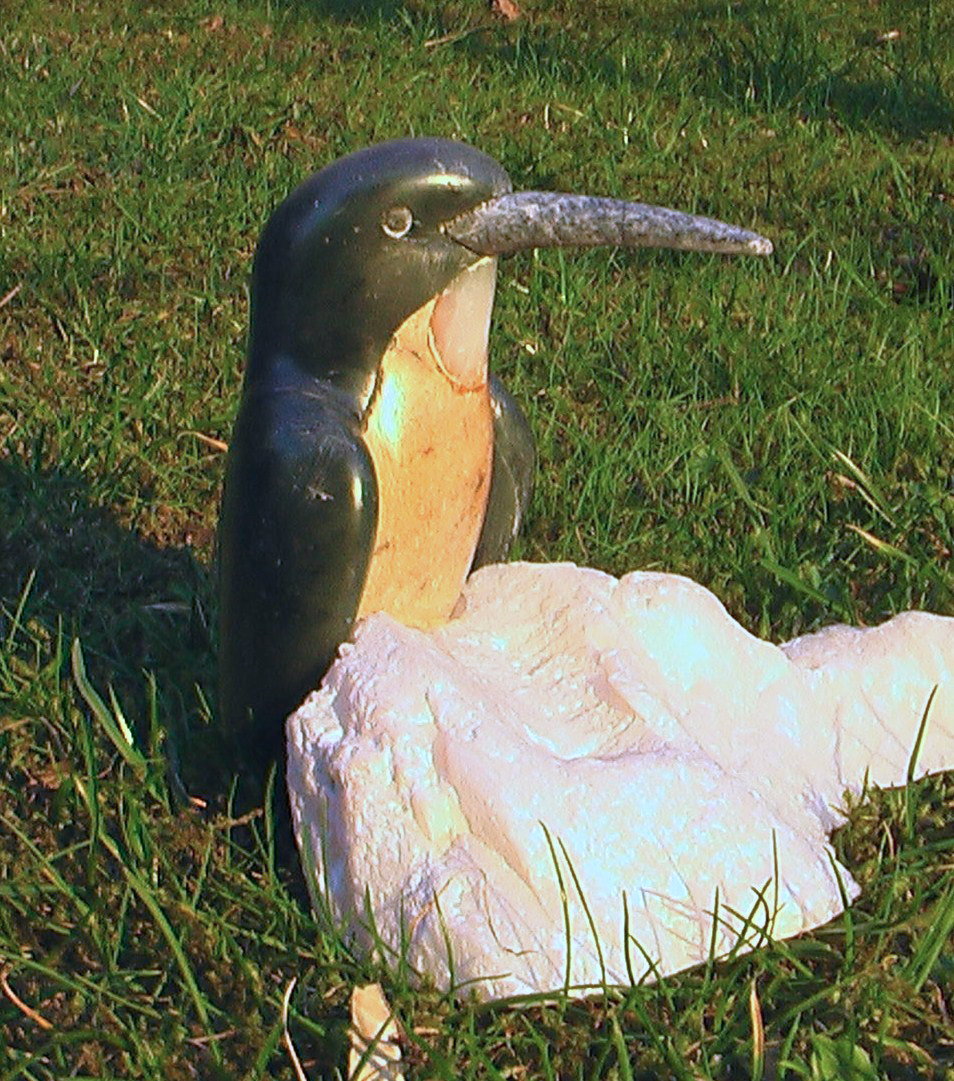
Skulptur aus sechs unterschiedlichen Specksteinarten (Artenschutz von Arnold Schoger)

### Zusammensetzung
Reiner Speckstein besteht bis zu 100 % aus Talk (Mineral) und ist einfach mit dem Fingernagel ritzbar. Viele Specksteinvarietäten enthalten allerdings nur etwa 40 bis 50 % Talk und einige weitere mineralische Beimengungen wie Magnesit (40 bis 50 %) und Pennin (5 bis 8 %, Klinochlorvarietät in finnischem Speckstein). Diese sind dann nur noch schlecht oder gar nicht mehr mit dem Fingernagel ritzbar.

### Physikalische Eigenschaften
- Mohshärte: 1 (100 % Talk)
- Dichte: 2,75 g/cm³
- Wärmeleitfähigkeit: λ = 3,3 W/(K·m) (bei 20 °C)
- Spezifischer elektrischer Widerstand: ρ = 1011 Ω·m²/m (bei 20 °C); ρ = 103 bis 105 Ω·m²/m (bei 600 °C)
- Spezifische Wärmekapazität: c = 0,98 kJ/(kg·K) bzw. 0,98 J/(g·K)

### Farben
Die häufigsten Farben sind weiß, violett, rosa, grün, grau, schwarz, braun und blau, allerdings kommen diese in vielen Abstufungen vor und können nicht immer klar einer Farbe zugewiesen werden. Zudem gibt es mehrfarbig marmorierte Sorten, die manchmal härtere Einschlüsse haben und sich deshalb nicht immer zur maschinellen oder manuellen Bearbeitung eignen.
Mehrfarbig marmorierte Sorten sind häufig ferromagnetisch, wobei deutliche Intensitätsunterschiede innerhalb eines Steins vorkommen können. Besonders härtere Einschlüsse zeigen einen deutlichen Magnetismus, der auch eine Kompassnadel beeinflussen kann.

## Etymologie

### Allgemeines
Seinen Namen erhielt der Speckstein aufgrund seiner Eigenschaften, sich fettig anzufühlen und auf seinen Oberflächen einen fett- bzw. speckähnlichen  Glanz zu zeigen. Die Deutungen auf der Grundlage einiger fremdsprachiger Bezeichnungen und jener in der südlichen Schweiz gebräuchlichen Form Lavez oder Lavetzstein oder Lavezzstein sind komplex. Eine mittelalterliche Bezeichnung für diesen Stein lautete Talcus.
Landschaftlich (vor allem in der Schweiz und im Veltlin) ist die Bezeichnung Lavezstein üblich, zum älteren italienischen lavezzo bzw. laveggio ‚Topf‘.
Die West- und Südalpen sind ein traditionelles Abbaugebiet für Speckstein. Ein bedeutendes Zentrum war das Val Lavizzara im nördlichen Tessin. Der Begriff Lavetzstein, der heute nur regional auftritt, steht mit dem Namen des Tals bzw. dieser Landschaft in Verbindung. In diesem Tal ist ein Familienname Lavizzari belegt. In diesem Zusammenhang ist überliefert: „(…) und in dieser Felskette sind die Berge di Lavezzi, die also genannt werden, weil in denselben der Lavezzstein oder Topfstein gegraben wird“ (1760), und: „(…) Das Thal Lavizzara (…) Seinen Namen hat es von den Lavezzi oder aus gewissen Steinen gedrechselten Häfen und Küchengeschirren“ (1766).
Im Latein steht das Wort lavātiō (-ōnis) für Waschen, Baden, Bad und Badewasser und lavō für die Verben baden und waschen. Heute wird in der Schweiz (auch von Deutschschweizern, dial. und hochsprachl.) für Waschbecken der Begriff Lavabo (frz. le lavabo, dt. das Lavabo) verwendet. Im Italienischen steht lavare für waschen und lavello für Spülbecken/Waschbecken und für die Person des Wäschers der Begriff lavatore. Die lateinischen Worte labrum und lavābrum bedeuten Becken, Wanne, Badewanne. Der römische Wasserkessel heißt labra. Durch Lautverschiebung wurde aus „b“ das „v“.
Einige etymologische Wörterbücher bringen allerdings den Begriff Lavetz mit Topfstein in Zusammenhang, ohne eine schlüssige und wissenschaftlich sicher belegte Herleitung aus der Sprachforschung zu geben.
Unter anderem findet sich der literarische Hinweis: „Es gibt auch ‚Tonerden‘, die früher als ‚Walkerden‘ bezeichnet wurden, weil sie zum Walken (Entfetten) von Wolle verwendet wurden.“

### Regionales
Zeitgenössische Erklärungen zur Bedeutung des Worts sind aus alten urkundlichen Quellen ersichtlich, so für Laffetsch (Schlandersberg 1401) für „großer Kessel zum Kochen und Waschen“ und lafetz für „großer Kessel zum Kochen, Waschen“. Daran zeigt sich die Mehrdeutigkeit dieses Begriffs in jenem zeitlichen Zusammenhang, als der Stein intensive Verarbeitung und Nachfrage fand.
Im 13. Jahrhundert übertrug sich die Bezeichnung lavezzo auch auf Metallkessel aus Bronze und Kupfer. Sekundär findet man laveggio im Italienischen für Kochkessel, obwohl primär dafür paiuolo und für Kochtopf pentola stehen.
Neuzeitliche Sprachforschungen in der Südalpenregion differenzieren den Begriff weiter. Die textlichen Erstbelege stammen aus dem 13. Jahrhundert aus der Region Veneto und vom Beginn des 14. Jahrhunderts aus toskanischer Quelle. Wanderhandwerker (Kesselflicker, Kaminfeger, Maurer, Geschirrhändler u. a.) verbreiteten den Begriff Lavetzstein (Lafetsch-Stein) von den Regionen seines Abbaus im Veltlin und Tessin. Die Ursprünge für die mittelhochdeutschen Lafetsch-Formen und ihrer adäquaten zentralladinischen Worte werden in der Sprachforschung den Regionen Lombardei und Tessin zugeordnet. Das deckt sich mit wichtigen Vorkommen von Speckstein in einigen Alpentälern. Materialien und Gegenstände wurden oft im Sinne ihrer Anwendung und Bearbeitung bezeichnet. Dadurch kommt jenen Gruppen eine gewisse Definitionshoheit zu, die den größtmöglichen Überblick zu ihrem Material bzw. seiner Verarbeitung und Einsatzgebieten haben.
Zur Erweiterung des Blickwinkels auf die komplexe Namensproblematik trägt ein Blick auf liturgische Praxis bei. Als Lavabo werden Gefäße und Instrumente bezeichnet, die zur Handwaschung bei gottesdienstlichen Handlungen durch die römisch-katholische Kirche in Anwendung sind. Ferner ist Speckstein auch als Material für Tauf- und Weihwasserbecken nachweisbar (bspw. das Weihwasserbecken in der Kirche Madonna della Rovana in Cevio / 17. Jahrhundert / Material aus dem Val Peccia).
Diese Waschungen hatten symbolischen und praktisch-hygienischen Hintergrund. Die symbolische Bedeutung wird seit fränkischer Zeit aus Psalm 25 (6-12) zelebriert: Lavabo inter innocentes manus meas …/ In Unschuld will ich meine Hände waschen…. „Das Initialwort ist namengebend auf die Gefäße bzw. Geräte übergegangen.“
Auf Grund seiner vielseitigen Verwendung ist der Lavetzstein/Speckstein jener Werkstoff, der dem Menschen für seine täglichen arbeitsreichen Verrichtungen unverzichtbar wurde. Er war als „Waschpulver“, Wassergefäß, Teller und Topf gleichermaßen das Material für den alltäglichen Bedarf wie Taufbecken und Weihwassergefäß im religiösen Leben der Menschen. Der Sinnzusammenhang von Lavetzstein resultiert aus den Tatsachen, dass aus dem sehr weichen Speckstein nicht nur Kochtöpfe (lat. olla ‚Topf‘ / franz. Pierre d'ollaire ‚Speckstein‘), sondern ursprünglich Waschbecken und -tröge gefertigt wurden. Diese Kochtopfproduktion erlebte im Mittelalter ihren Höhepunkt.
Nach jüngsten Erkenntnissen ist der Begriff lavec als Wanderwort anzusehen, der durch umherziehende Handwerker aus der Lombardei im Südalpenraum verbreitet wurde. Die endgültige etymologische Erklärung, soweit überhaupt möglich, ist weiteren mühseligen und interdisziplinären Forschungen vorbehalten.
Ältere Quellen führen den Speckstein mit typischen zeitgenössischen Verwendungen an:
- „Der Topfstein – Schneide-, Weich-, Gilt-, Lavetzstein – an den Kanten durchscheinend, ist ein grünlichgrauer, undeutlich körniggefügter Talk oder ein inniges Gemenge von Talk, Chlorit, Glimmer, Magneteisen u. (…) Noch frisch und feucht ist der Lavetzstein (von Lavezzo: eine Pfanne, ein Kessel) leichter als Serpentin zu bearbeiten, sogar leichter als trockner Thon.“ „Zu Plürs in Graubündten wurde er schon vor Christus zu allerhand Gefäßen, besonders Kochgeschirren (daher caldarium), verarbeitet. Von Como, wohin er zu Markt gebracht wurde, nannte ihn Plinius: lapis comensis.“[13]

- „Die Eigenschaft mehrerer Mineralsubstanzen von erdiger oder dichter Zusammensetzung, fette Oele begierig einzusaugen, macht sie geeignet aus seidenen, wollenen und anderen Zeugen verunreinigende Fettigkeiten auszuziehen; man gebraucht sie daher zum Walken derselben und zum Ausmachen von Fettflecken. Diese Mineralien sind: Walkerde, Thon, Cimolit, Bergseife, Speckstein, …“ „Walkerde (…) fühlt sich sehr fett an und zergeht leicht im Wasser zu einem feinen, milden, seifigen Schlamm.“ „Die Walkerde wird, (…) in manchen Gegenden zum Reinigen des Leinens und in vielen Fällen angewendet, wo man gewöhnlich Seife gebraucht.“[14]

Specksteinlagerstätten im Südalpenraum haben die Eigenschaft, dass neben den festen Gesteinspartien viel lockeres Material anfällt, das zum Drechseln von Gegenständen nicht verwendet werden kann. Die beim Drechseln und anderen Bearbeitungstechniken entstehenden großen Mengen an Specksteinpulver wären normalerweise Abfall, aber man nutzte sie wie den lockeren Abraum vom Specksteinabbau zur Herstellung von Seifenpulver.

### Antike Verwendungen und Bezeichnungen
Für die etymologische Herleitung sind auch die Erläuterungen zu antiken Verwendungen zu beachten. Verschiedene Materialien wurden dafür verwendet, sehr häufig ist jedoch das Gestein in der Literatur und bei den Funden belegt. Als landwirtschaftliche Geräte dienten die Becken bei der Herstellung von Öl und Wein, außerdem wurden sie im Haus als Vorratsbehälter für Flüssigkeiten und Nahrungsmittel gebraucht. Daneben bezeichnet labrum das Waschbecken innerhalb der römischen Badeanlagen (Vitruv V 10,4), von denen etliche erhalten sind. Es handelt sich dabei meist um sehr flache, runde Becken mit relativ großem Durchmesser. Sie waren oft in der Mitte durchbohrt, damit das Wasser unter Druck wie bei einem Springbrunnen ins Becken fließen konnte. Der Ursprung dieser Becken liegt in den Waschbecken der griechischen Bäder, den Fußbadewannen (οἱ ποδανιπτῆρες) einerseits und den eigentlichen Waschbecken (τὰ λουτήρια) andererseits. Louteria aus Stein kommen häufig in Tempeln vor, die Becken sind teilweise so flach, dass sie mehr an Tische als an Behälter erinnern. Da die griechisch-römische Religion eine Vielzahl von rituellen Reinigungen des Körpers oder nur der Hände und Füße kannte, ist eine relativ flache Form nicht ungewöhnlich. Um dem Bedarf des öffentlichen und privaten Reinigungskults nachzukommen, wurden entsprechende Wasserbecken hergestellt und aufgestellt. Im Unterschied zu den jüdischen Steingefäßen wird von Roland Deines angenommen, dass im griechisch-römischen Bereich der Stein keine besondere rituelle Funktion hatte.

## Vorkommen

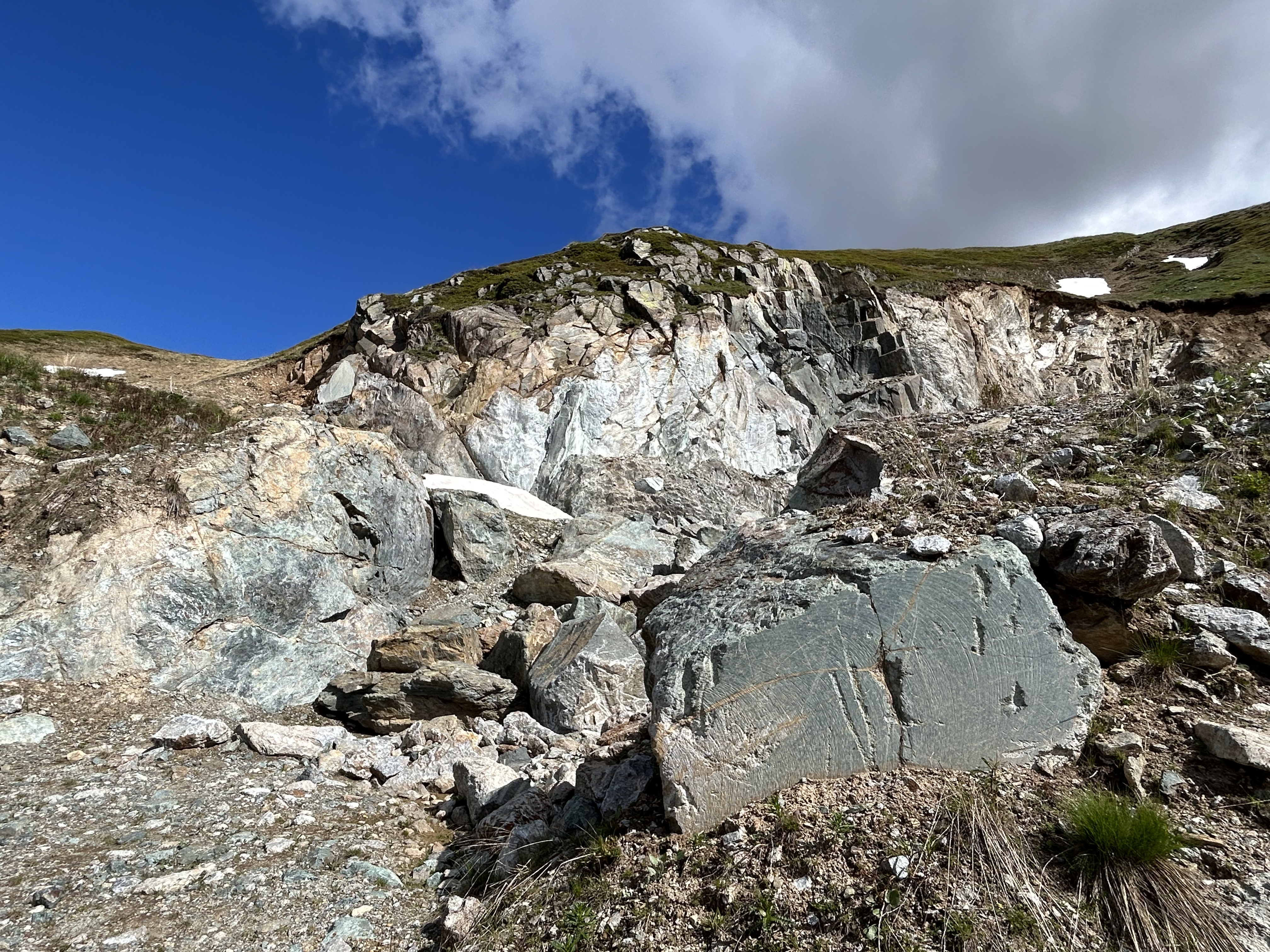
Speckstein-Steinbruch Calmut am Oberalppass im Kanton Graubünden

Bedeutende Vorkommen finden sich in Ägypten, in der Region um den Viktoriasee z. B. im Distrikt Kisii, Südafrika, Brasilien, China, Frankreich, Finnland (besonders in der Gegend um Nunnanlahti), Indien (wo er v. a. in der mittelalterlichen Hoysala-Architektur und -Skulptur Verwendung fand), Italien, Kanada, Norwegen, Österreich (Rabenwald: größte Talk-Lagerstätte Mitteleuropas), Russland, Schweiz und der Ukraine. In Deutschland wurde Speckstein bis vor wenigen Jahren in der Johanneszeche im gleichnamigen Ortsteil von Wunsiedel in Oberfranken abgebaut; der Betrieb war auch für seine Vorkommen seltener Speckstein/Quarz-Pseudomorphosen bekannt.
Der zum Ofenbau genutzte Speckstein wird hauptsächlich in Finnland und Brasilien gewonnen. In der Schweiz werden im Steinbruch Calmut am Oberalppass auf 2153 m jährlich noch etwa 50 Kubikmeter abgebaut und in Disentis/Mustér und Sedrun zu jährlich etwa 20–30 Tavetscher-Öfen, und in Segnas auch zu Gebrauchs- und Kunstgegenständen verarbeitet.
Viele Lagerstätten in den südlichen Alpenregionen wurden in den vergangenen Jahrhunderten für den traditionellen Ofenbau und die Topfherstellung ausgebeutet, wie im italienischen Val Bregaglia in der Gemeinde Piuro und um das italienische Städtchen Chiavenna. Manchmal musste die Gewinnung unter abenteuerlichen Umständen an gefährlichen Hängen oder in riskant abgesicherten kleinen Stollen bewerkstelligt werden. Zahlreiche Lagerstätten sind völlig erschöpft oder kaum noch auffindbar. Nur wenige Vorkommen sind noch aktiv.
Die Steinschale von Ørslev ist ein aus Norwegen stammendes Exemplar.

## Verwendung

### Gebrauchsgegenstände

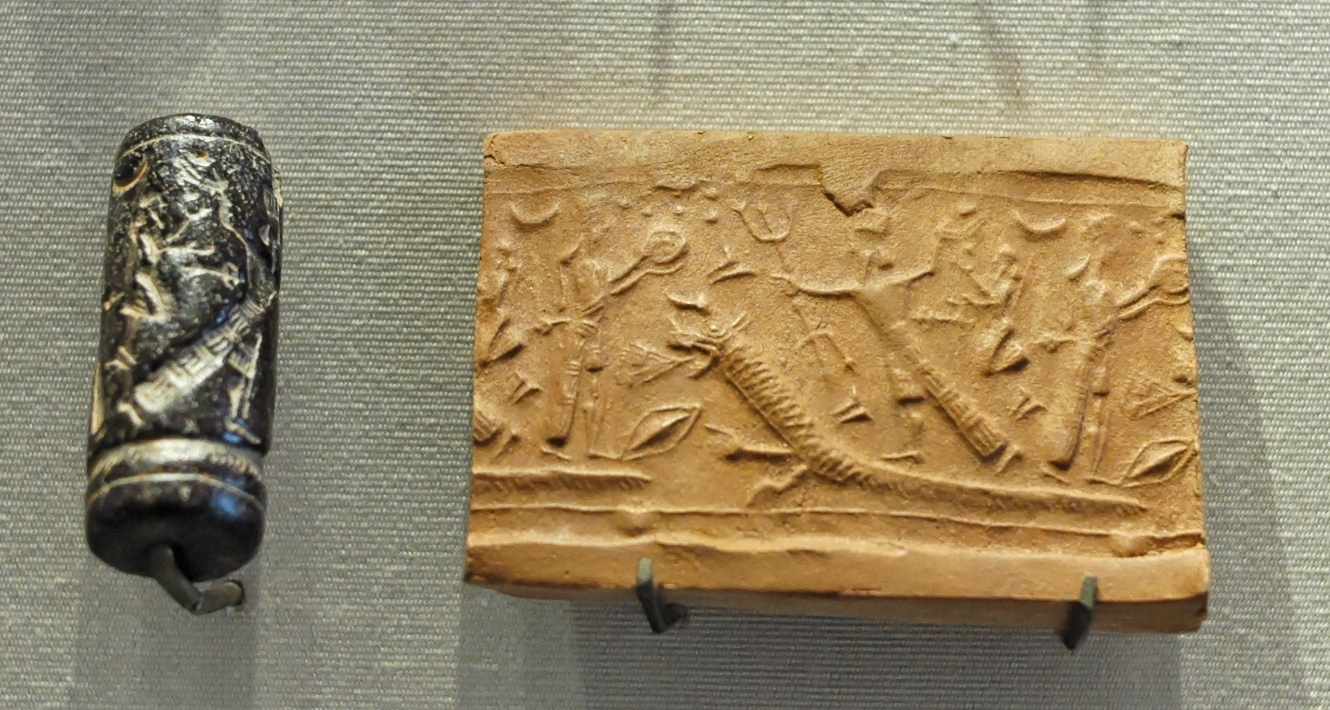
Rollsiegel und Tonabdruck, Steatit, assyrisches Reich, 9.–8. Jahrhundert v. Chr.

Speckstein wurde schon seit Jahrtausenden zur Herstellung von Gebrauchsgegenständen genutzt.
Die Hethiter verwendeten Speckstein zur Herstellung von Rollsiegeln. Im Iran gibt es Gefäße aus Steatit aus dem 3. Jahrtausend v. Chr. In der spätminoisch-mykenischen Kultur wurden Siegel und Gefäße aus Speckstein hergestellt. So wird der obere Teil eines trichterförmigen Trinkgefäßes im Archäologischen Museum von Iraklio ausgestellt. Auch in Ägypten sind zahlreiche Specksteinfunde nachgewiesen. In China diente in älterer und jüngerer Zeit der billige Speckstein als Ersatz für die seltenere Jade zur Herstellung reich verzierter Skulpturen und Gebrauchsgegenstände.
In Simbabwe existieren Figuren aus dem 11. bis 15. Jahrhundert. In Liberia und Sierra Leone wurden sogenannte Nomoli gefunden, die im 17. Jahrhundert v. Chr. im Mendeland entstanden sein sollen.
Die kanadischen Inuit fertigten früher nur Tranlampen aus Speckstein, begannen aber gegen Ende des 19. Jahrhunderts, auch Kleinskulpturen zu gestalten, die schnell internationale Anerkennung erlangten und zu einer wichtigen Erwerbsgrundlage wurden.
Die Wikinger nutzten Speckstein zur Herstellung von Gebrauchsgegenständen. Funde in Haithabu sowie Grabbeilagen in Norwegen belegen, dass Speckstein für Gefäße, Spinnwirtel, Gewichte und Schwungräder für Holzbohrgeräte genutzt wurde. Diese wurden durch ornamentale Einritzungen oder Runen verziert.
Als Gussform für Schmuck sowie Bronze- und Silberbarren wurde der Stein ebenfalls genutzt, da er feuerfest ist.

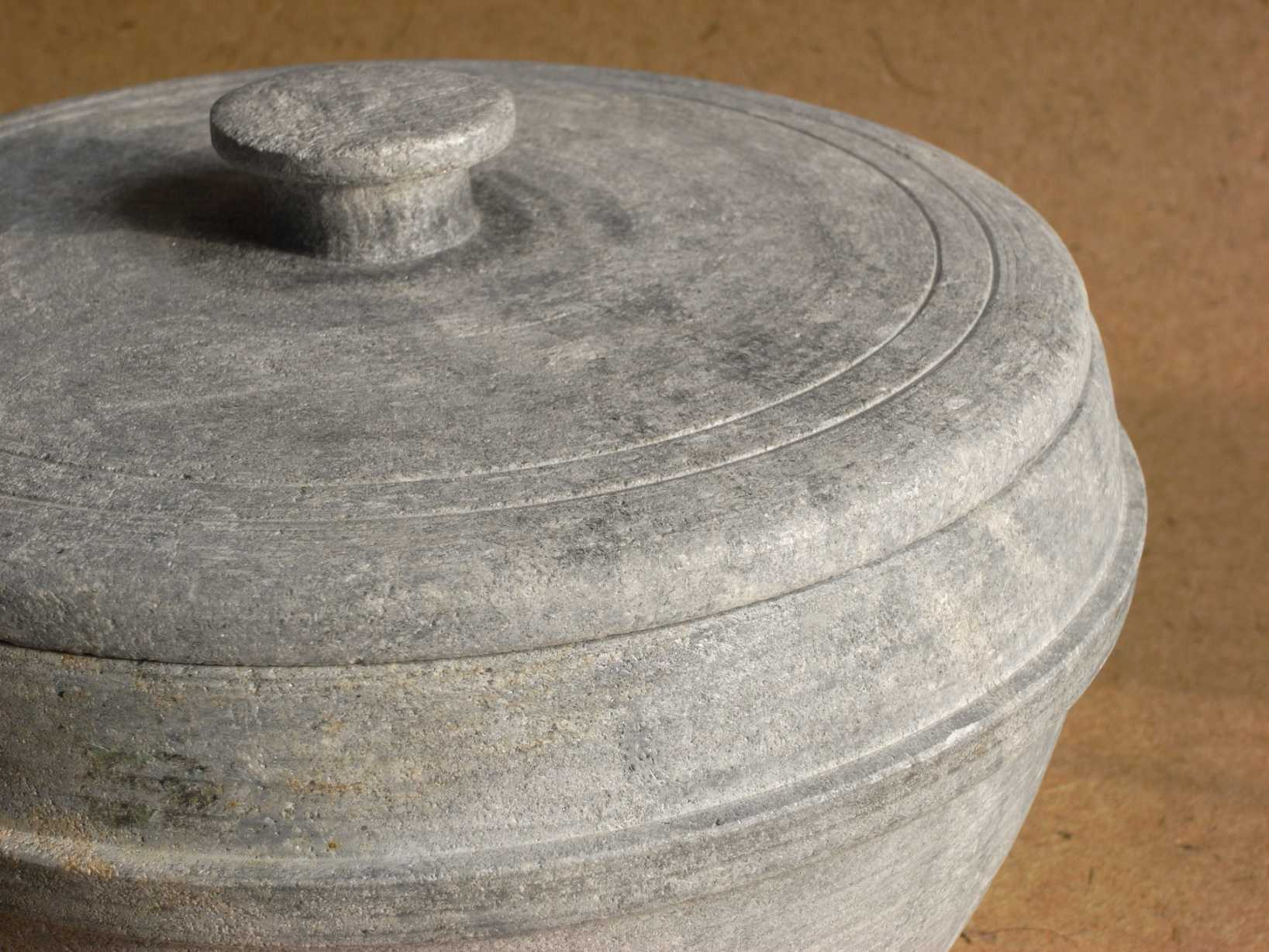
Specksteintopf mit Deckel, Neufertigung nach einem historischen Vorbild

In einigen Regionen werden traditionell Specksteinöfen verwendet, die sich durch eine außerordentlich lange Wärmespeicherfähigkeit auszeichnen. Diese Specksteine sind hart und zum plastischen Gestalten ungeeignet. Bekannte Regionen für diese Ofenbauweise sind Norwegen, Finnland, die Südschweiz und Norditalien. Im Walliser Dorf Champsec existiert ein Specksteinmuseum (Musée de la Pierre Ollaire), da sich im Val de Bagnes eine historisch bedeutsame Lagerstätte befindet; aus diesem Material wurden Specksteinöfen hergestellt.
Wegen seiner Wärmebeständigkeit wird Speckstein seit der Antike auch für Kochgeschirr verwendet.

### Industrielle Nutzung
Industriell wird gemahlener Speckstein (Talkum) in der Glas-, Farben- und Papierindustrie, als Schmiermittel, Scheuermittel, Trennmittel in Kabeln und zwischen Reifen und Schlauch, Grundstoff für Kosmetika, Pharmaka, Babypuder, Körperpuder, in der Lebensmittelindustrie sowie in der Kunststoff-, Keramik-, Porzellan- und Autoindustrie verwendet.
Aus Speckstein wurden früher auch Isolatoren und Schalttafeln gefertigt.
Für mechanisch und thermisch hoch belastete Isolatoren wie Fußpunktisolatoren für selbststrahlende Sendemasten, Sicherungen oder Freileitungsisolatoren wird jedoch das im Wesentlichen aus gemahlenem Speckstein gebrannte Steatit – eine Technische Keramik – verwendet.
Speckstein ist aufgrund seiner feuerfesten Eigenschaften ein guter Rohstoff zur Herstellung von Elektrokeramiken wie beispielsweise Isolatoren sowie von Ofenverkleidungen geeignet.

### Kunst und Kunsthandwerk

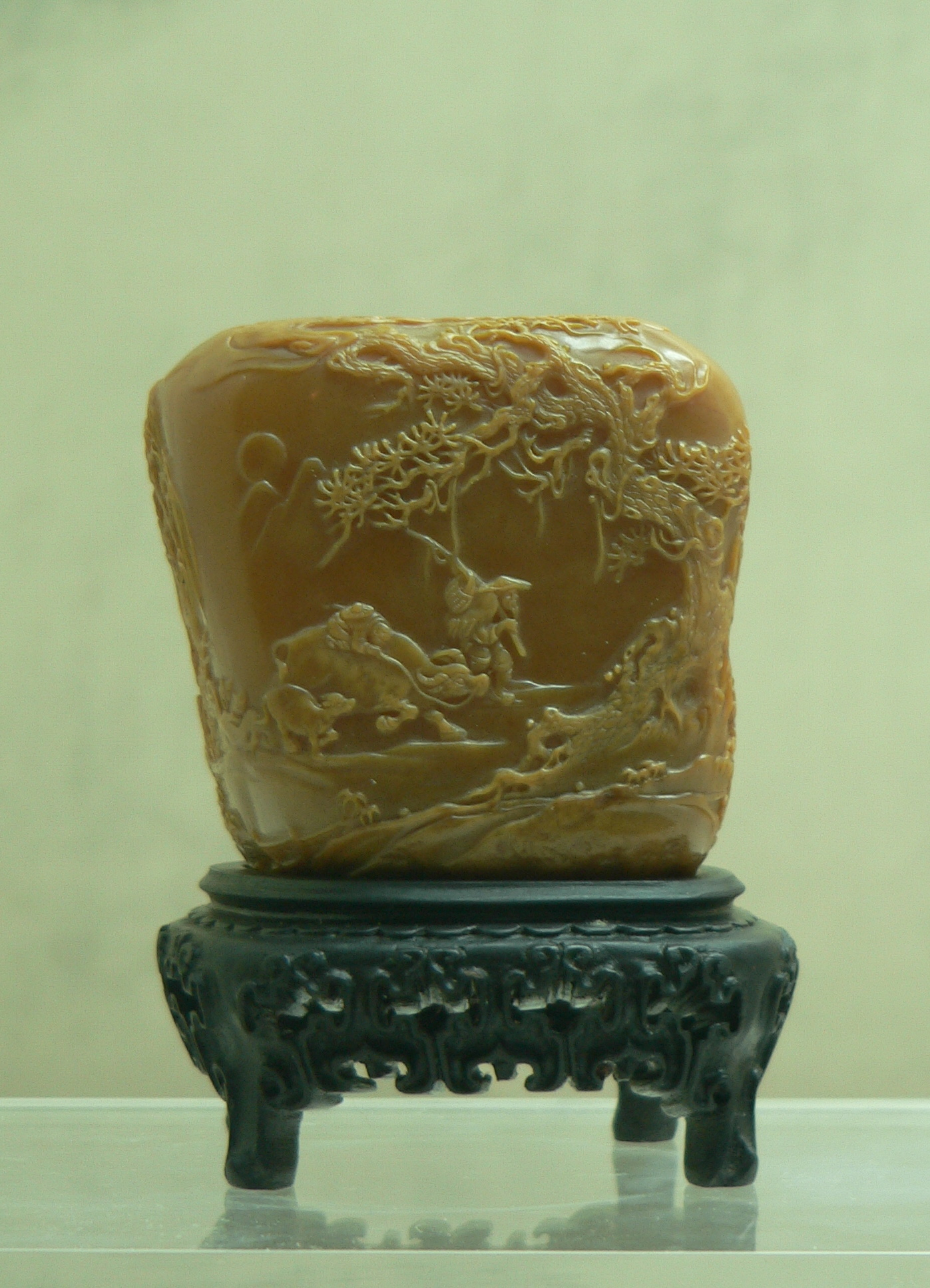
Chinesisches Relief „Frühling kehrt auf die Erde zurück“, Künstler: Zheng Shibin

Specksteinskulptur Freundeskreis von Kevin Wiersch

In der Bildhauerei gilt der Speckstein (ähnlich dem Alabaster) wegen seiner geringen Wetterfestigkeit als reiner „indoor“-Stein. Es werden für die Herstellung von Skulpturen kompakte farbige Steine bevorzugt. Sie sind leicht bearbeitbar und gut polierbar. Für die grobe Formgebung werden meist die gleichen Werkzeuge wie für die Holzbearbeitung (Schnitzmesser, Säge, Raspel, Feile etc.) benutzt, und auch der Feinschliff ist mit handelsüblichen Mitteln wie Schleifpapier, Stahlwolle und Polierpaste möglich. Um einen dauerhaften Glanz zu erhalten, werden die fertigen Werkstücke meist abschließend mit Wachs oder Öl poliert, was gleichzeitig die Oberfläche versiegelt.
Da der Stein sehr weich ist – er lässt sich schon mit dem Fingernagel zerkratzen –, ist die Bearbeitung leicht, die Beständigkeit der polierten Oberfläche jedoch äußerst gering. Er wird oft in der Kunsterziehung und Kunsttherapie verwendet.

## Gefahren
In Speckstein können Asbestfasern enthalten sein. Im Allgemeinen sind Talklagerstätten karbonatischer Herkunft asbestfrei. Serpentinitische Lagerstätten könnten Asbest beinhalten, diese werden aber weltweit nicht mehr abgebaut. Da eingeatmete Asbest-Fasern u. a. Lungentumore verursachen können, sollte zum plastischen Gestalten nur Speckstein verwendet werden, für den ein nachvollziehbarer und dokumentierter Herkunftsnachweis erbracht wurde. Bei Verwendung in Industrieprodukten sind Unbedenklichkeitsbescheinigungen vor Verwendung erforderlich. Speckstein, in dem Asbest enthalten ist, ist aber auch nur dann gesundheitsschädlich, wenn der Asbest z. B. durch Bearbeitung freigesetzt wird.
Auch zertifiziert asbestfreier Speckstein kann Asbest enthalten, darum darf in deutschen Schulen Speckstein nicht bearbeitet werden.